# Cercle de la rue de Grammont
Le Cercle de la rue de Grammont est le premier cercle parisien fondé en 1819 par des nobles ex émigrés qui avaient connu les clubs anglais durant leur exil à Londres et s'en étaient inspirés.
Il était comme eux ouvert exclusivement aux hommes : « trois à quatre cents personnes des classes les plus élevées de la capitale ». 
Le Constitutionnel du 8 février 1826 indique que Cercle de la rue de Grammont vient d'être dissout par le préfet de police.
L'activité du Cercle paraît se poursuivre au-delà de cette date. Isaac Thuret, banquier à Paris, est en effet admis par la Société du Cercle de la rue de Grammont, N° 28, le 18 novembre 1827. Il existe également une action imprimée de 100 Francs (mise sociale obligatoire, en exécution de la délibération de l'Assemblée Générale du 14 décembre 1834) de l'ancien Cercle de la rue de Grammont, sis désormais au 14 du boulevard Montmartre, et délivrée au banquier Jean André le 1er janvier 1835, en remplacement de l'ancienne action n° 989.

## Le cercle et sa dissolution vus parLe Constitutionnel(1793-1850)
Le Constitutionnel écrit, le 8 février 1826 :
M. Delavau, préfet de police, vient de frapper un petit coup d'état qui a retenti dans tous les salons de Paris. Ce magistrat, en vertu d'un pouvoir établi sous la dictature impériale, vient de prononcer la dissolution d'une société depuis longtemps connue sous le nom de Cercle de la rue de Grammont. Cette réunion se composait de trois à quatre cents personnes des classes les plus élevées de la capitale ; c'était aussi le lieu de rendez-vous des étrangers de distinction attirés à Paris par l'élégance des mœurs françaises et le désir d'observer l'éducation de notre liberté.
On cherche vainement la cause de cette proscription de police, si peu en harmonie avec la dignité du caractère national et l'esprit des institutions constitutionnelles. On voudrait savoir ce qui a causé la colère de M. Delavau. Le Cercle de la rue de Grammont ne présentait rien qui put porter ombrage ; il n'avait aucun rapport à la politique. Quoi de plus pacifique qu'une réunion d'hommes distingués dans tous les genres, qui se rassemblent dans le seul but de goûter ces jouissances sociales que le despotisme même tolère dans les contrées qu'il tient sous le joug !
Les jeux de hasard étaient défendus dans cette réunion ; on ne jouaient qu'aux échecs et à ces jeux de commerce qui ne compromettent ni la fortune, ni l'existence des joueurs. Si ce malheureux cercle n'eût été, comme tant d'autres, qu'une succursale de ces odieuses maisons de jeu où vont s'engloutir l'honneur et les moyens de subsistance des familles, les amis de la religion et de la morale l'auraient probablement traité avec moins de rigueur.
De tels actes d'un arbitraire qui se dit légal, nous forcent à faire un triste retour sur notre position sociale. La liberté est dans nos mœurs, le despotisme est dans nos lois. Un état si peu naturel dans un gouvernement constitutionnel, explique, d'une part, le despotisme administratif, et de l'autre, les inquiétudes réelles de la société, qui ne suit d'autre règle que son caprice ou ses passions.
Nous l'avons déjà dit, et il est bon de le répéter : la société est dans une fausse position. L'apparence illusoire de la liberté n'est qu'un piège tendu aux citoyens ; il vaudrait beaucoup mieux s'expliquer avec franchise et loyauté. C'est une explication à laquelle il faudra venir tôt ou tard, car les lois ne sauraient être long-temps en opposition avec les mœurs et les intérêts de tous, sans risque pour la paix publique et sans amener de grands malheurs.

## Source
- Rémy Ponton Une histoire des sociabilités politiques, Persée, Annales. Économies, Sociétés, Civilisations, année 1980, volume 35, numéro 6, p. 1270.